# Sigurd Lewerentz

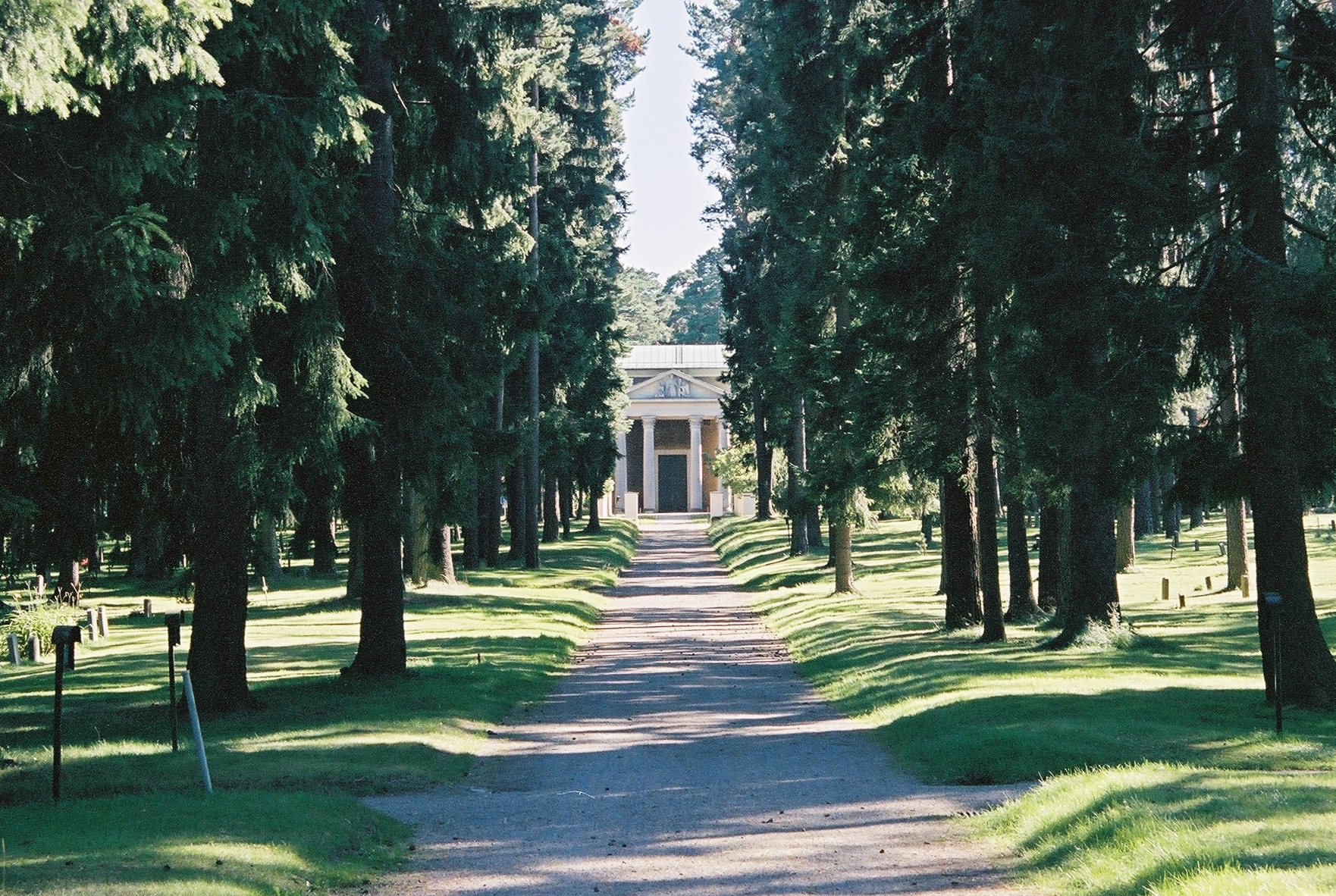
Capella de la Resurrecció

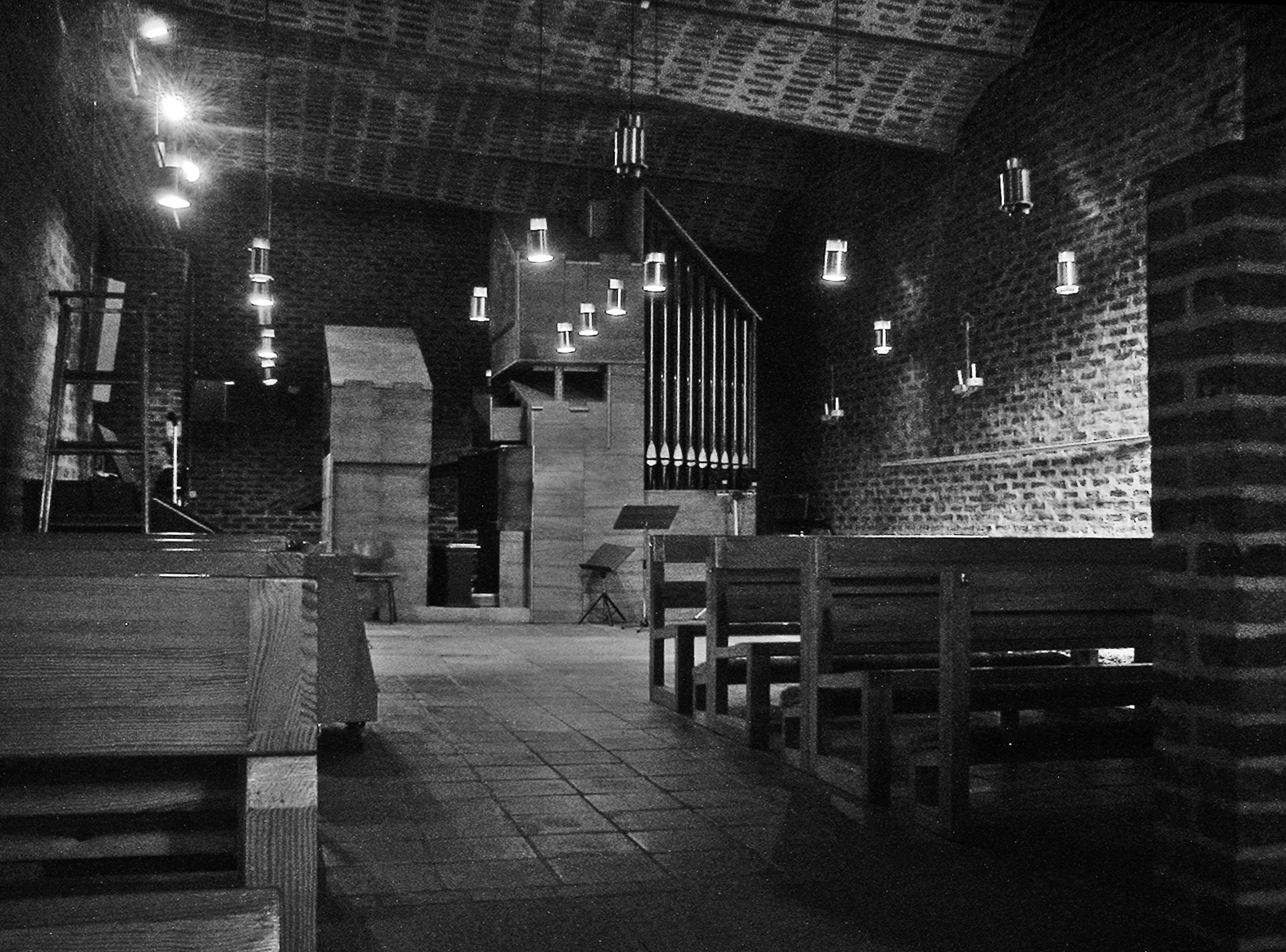
Interior de l'Església de San Marc

Sigurd Lewerentz (1885-1975) va ser un arquitecte suec que gaudeix d'una creixent influència a l’arquitectura actual per la seva aproximació poc ortodoxa a l'arquitectura moderna i la seva manera de tractar la materialitat dels seus projectes, en especial els posteriors a la Segona Guerra Mundial.

## Biografia
Va néixer el 29 de juliol de 1885 a Bjärtrå, una petita població rural sueca sobre el Golf de Bòtnia.
El 1903 va ser admès a l'Institut Tècnic Chalmers, al departament d'enginyeria mecànica, però després d'un temps es va traslladar al departament d'arquitectura. S’hi llicencià el 1908 i el 1910 es va inscriure a l'Escola d'Arquitectura de l'Acadèmia d'Art a Estocolm. Va casar-se amb Edith Engblad el 12 d'abril de 1911.
Aquest mateix any va fundar el seu propi estudi d'arquitectura juntament amb Torsten Stubelius. El 1914 va ser nomenat membre de la Societat Sueca d'Arts Decoratives.
El 1915 aconsegueix, en col·laboració amb Erik Gunnar Asplund, el primer premi del concurs internacional per al nou cementiri d'Enskede, al sud d'Estocolm, el famós Cementiri del Bosc (Skogskyrkogården).
El 1933 va guanyar el primer premi en el concurs públic per al nou edifici del teatre de Malmö, però no es va arribar a construir. Dos anys més tard, aconsegueix de nou el primer premi a la segona volta del concurs, que fa conjuntament amb el guanyador del segon premi.
Va projectar molts altres cementiris, capelles i crematoris al llarg de la seva carrera, sobretot desorés de la Segona Guerra Mundial.
Va morir el 29 de desembre de 1975 a Lund, als 90 anys.

## Guardons
- Medalla Prinz Eugen el 5 de novembre de 1950
- Galleda d'honor de la Societat Sueca d'Arquitectes (1961)
- Medalla Tessin per la Reial Acadèmia de les Arts Lliures d'Estocolm (1962).